# Barry Smith (ishockeyspelare född 1961)
Barry Smith, född 20 april 1961 i Stambaugh, Michigan, är en före detta amerikansk ishockeytränare och före detta ishockeyspelare. 